# Effectif des équipes à la Coupe des confédérations 2013
Cette page contient la liste de toutes les équipes et de leurs joueurs ayant participé à la Coupe des confédérations 2013. Les âges et le nombre de sélections des footballeurs sont ceux au début de la compétition.

## Effectifs des participants

### Brésil
Sélectionneur : Luiz Felipe Scolari
| No. | Pos.      | Joueur          | Date de naissance et âge | Sélec. | Club                     |
| --- | --------- | --------------- | ------------------------ | ------ | ------------------------ |
| 1   | Gardien   | Jefferson       | 2 janvier 1983           | 7      | Botafogo                 |
| 2   | Défenseur | Dani Alves      | 6 mai 1983               | 64     | FC Barcelone             |
| 3   | Défenseur | Thiago Silva    | 22 septembre 1984        | 34     | Paris SG                 |
| 4   | Défenseur | David Luiz      | 22 avril 1987            | 23     | Chelsea                  |
| 5   | Milieu    | Fernando        | 3 mars 1992              | 6      | Chakhtar Donetsk         |
| 6   | Défenseur | Marcelo         | 12 mai 1988              | 20     | Real de Madrid           |
| 7   | Milieu    | Lucas Moura     | 13 août 1992             | 25     | Paris SG                 |
| 8   | Milieu    | Hernanes        | 29 mai 1985              | 12     | Lazio de Rome            |
| 9   | Attaquant | Fred            | 3 octobre 1983           | 24     | Fluminense               |
| 10  | Attaquant | Neymar          | 5 février 1992           | 34     | Santos                   |
| 11  | Milieu    | Oscar           | 9 septembre 1991         | 17     | Chelsea                  |
| 12  | Gardien   | Júlio César     | 3 septembre 1979         | 69     | Queens Park Rangers      |
| 13  | Défenseur | Dante           | 18 octobre 1983          | 3      | Bayern Munich            |
| 14  | Défenseur | Filipe Luís     | 9 août 1985              | 4      | Atlético Madrid          |
| 15  | Milieu    | Jean            | 24 juin 1986             | 5      | Fluminense               |
| 16  | Défenseur | Réver           | 4 janvier 1985           | 8      | Atlético Mineiro         |
| 17  | Milieu    | Luiz Gustavo    | 23 juillet 1987          | 5      | Bayern Munich            |
| 18  | Milieu    | Paulinho        | 25 juillet 1988          | 13     | Corinthians              |
| 19  | Attaquant | Hulk            | 25 juillet 1986          | 22     | Zénith Saint-Pétersbourg |
| 20  | Milieu    | Bernard         | 8 septembre 1992         | 3      | Atlético Mineiro         |
| 21  | Attaquant | Jô              | 20 mars 1987             | 4      | Atlético Mineiro         |
| 22  | Gardien   | Diego Cavalieri | 1er décembre 1982        | 2      | Fluminense               |
| 23  | Milieu    | Jádson          | 5 octobre 1983           | 7      | São Paulo                |

### Espagne
Sélectionneur : Vicente del Bosque
| No. | Pos.      | Joueur            | Date de naissance et âge | Sélec. | Club            |
| --- | --------- | ----------------- | ------------------------ | ------ | --------------- |
| 1   | Gardien   | Iker Casillas     | 20 mai 1981              | 145    | Real de Madrid  |
| 2   | Défenseur | Raúl Albiol       | 4 septembre 1985         | 39     | Real de Madrid  |
| 3   | Défenseur | Gerard Piqué      | 2 février 1987           | 51     | FC Barcelone    |
| 4   | Milieu    | Javi Martínez     | 2 septembre 1988         | 9      | Bayern Munich   |
| 5   | Défenseur | César Azpilicueta | 28 août 1989             | 2      | Chelsea         |
| 6   | Milieu    | Andrés Iniesta    | 11 mai 1984              | 80     | FC Barcelone    |
| 7   | Attaquant | David Villa       | 3 décembre 1981          | 88     | FC Barcelone    |
| 8   | Milieu    | Xavi Hernández    | 25 janvier 1980          | 120    | FC Barcelone    |
| 9   | Attaquant | Fernando Torres   | 20 mars 1984             | 101    | Chelsea         |
| 10  | Milieu    | Cesc Fàbregas     | 4 mai 1987               | 79     | FC Barcelone    |
| 11  | Attaquant | Pedro Rodríguez   | 28 juillet 1987          | 26     | FC Barcelone    |
| 12  | Gardien   | Víctor Valdés     | 14 janvier 1982          | 13     | FC Barcelone    |
| 13  | Milieu    | Juan Mata         | 28 avril 1988            | 25     | Chelsea         |
| 14  | Attaquant | Roberto Soldado   | 27 mai 1985              | 8      | Valence         |
| 15  | Défenseur | Sergio Ramos      | 30 mars 1986             | 102    | Real de Madrid  |
| 16  | Milieu    | Sergio Busquets   | 16 juillet 1988          | 54     | FC Barcelone    |
| 17  | Défenseur | Álvaro Arbeloa    | 17 janvier 1983          | 47     | Real de Madrid  |
| 18  | Défenseur | Jordi Alba        | 21 mars 1989             | 17     | FC Barcelone    |
| 19  | Défenseur | Nacho Monreal     | 26 février 1986          | 12     | Arsenal         |
| 20  | Milieu    | Santi Cazorla     | 13 décembre 1984         | 53     | Arsenal         |
| 21  | Milieu    | David Silva       | 8 janvier 1986           | 70     | Manchester City |
| 22  | Milieu    | Jesús Navas       | 21 novembre 1985         | 23     | Manchester City |
| 23  | Gardien   | Pepe Reina        | 31 août 1982             | 26     | Liverpool       |

### Italie
Sélectionneur : Cesare Prandelli
| No. | Pos.      | Joueur               | Date de naissance et âge | Sélec. | Club          |
| --- | --------- | -------------------- | ------------------------ | ------ | ------------- |
| 1   | Gardien   | Gianluigi Buffon     | 28 janvier 1978          | 128    | Juventus      |
| 2   | Défenseur | Christian Maggio     | 11 février 1982          | 24     | SSC Naples    |
| 3   | Défenseur | Giorgio Chiellini    | 14 août 1984             | 57     | Juventus      |
| 4   | Défenseur | Davide Astori        | 7 janvier 1987           | 3      | Cagliari      |
| 5   | Défenseur | Mattia De Sciglio    | 20 octobre 1992          | 3      | AC Milan      |
| 6   | Milieu    | Antonio Candreva     | 28 février 1987          | 7      | Lazio de Rome |
| 7   | Milieu    | Alberto Aquilani     | 7 juillet 1984           | 23     | Fiorentina    |
| 8   | Milieu    | Claudio Marchisio    | 19 janvier 1986          | 32     | Juventus      |
| 9   | Attaquant | Mario Balotelli      | 12 août 1990             | 20     | AC Milan      |
| 10  | Attaquant | Sebastian Giovinco   | 26 janvier 1987          | 14     | Juventus      |
| 11  | Attaquant | Alberto Gilardino    | 5 juillet 1982           | 51     | Bologne       |
| 12  | Gardien   | Salvatore Sirigu     | 12 janvier 1987          | 5      | Paris SG      |
| 13  | Gardien   | Federico Marchetti   | 7 février 1983           | 8      | Lazio de Rome |
| 14  | Attaquant | Stephan El Shaarawy  | 27 octobre 1992          | 6      | AC Milan      |
| 15  | Défenseur | Andrea Barzagli      | 8 mai 1981               | 41     | Juventus      |
| 16  | Milieu    | Daniele De Rossi     | 24 juillet 1983          | 84     | AS Rome       |
| 17  | Attaquant | Alessio Cerci        | 23 juillet 1987          | 3      | Torino        |
| 18  | Milieu    | Riccardo Montolivo   | 18 janvier 1985          | 43     | AC Milan      |
| 19  | Défenseur | Leonardo Bonucci     | 1er mai 1987             | 26     | Juventus      |
| 20  | Défenseur | Ignazio Abate        | 12 novembre 1986         | 10     | AC Milan      |
| 21  | Milieu    | Andrea Pirlo         | 19 mai 1979              | 98     | Juventus      |
| 22  | Milieu    | Emanuele Giaccherini | 5 mai 1985               | 8      | Juventus      |
| 23  | Milieu    | Alessandro Diamanti  | 2 mai 1983               | 11     | Bologne       |

### Japon
Sélectionneur : Alberto Zaccheroni
| No. | Pos.      | Joueur            | Date de naissance et âge | Sélec. | Club                |
| --- | --------- | ----------------- | ------------------------ | ------ | ------------------- |
| 1   | Gardien   | Eiji Kawashima    | 20 mars 1983             | 45     | Standard de Liège   |
| 2   | Défenseur | Masahiko Inoha    | 28 août 1985             | 19     | Júbilo Iwata        |
| 3   | Défenseur | Gōtoku Sakai      | 14 mars 1991             | 5      | VfB Stuttgart       |
| 4   | Milieu    | Keisuke Honda     | 13 juin 1986             | 42     | CSKA Moscou         |
| 5   | Défenseur | Yuto Nagatomo     | 12 septembre 1986        | 58     | Inter de Milan      |
| 6   | Défenseur | Atsuto Uchida     | 27 mars 1988             | 57     | Schalke 04          |
| 7   | Milieu    | Yasuhito Endō     | 28 janvier 1980          | 130    | Gamba Osaka         |
| 8   | Attaquant | Hiroshi Kiyotake  | 12 novembre 1989         | 17     | FC Nuremberg        |
| 9   | Attaquant | Shinji Okazaki    | 16 avril 1986            | 63     | VfB Stuttgart       |
| 10  | Attaquant | Shinji Kagawa     | 17 mars 1989             | 43     | Manchester United   |
| 11  | Attaquant | Mike Havenaar     | 20 mai 1987              | 14     | Vitesse Arnhem      |
| 12  | Gardien   | Shusaku Nishikawa | 18 juin 1986             | 8      | Sanfrecce Hiroshima |
| 13  | Milieu    | Hajime Hosogai    | 10 juin 1986             | 21     | Bayer Leverkusen    |
| 14  | Milieu    | Kengo Nakamura    | 31 octobre 1980          | 66     | Kawasaki Frontale   |
| 15  | Défenseur | Yasuyuki Konno    | 25 janvier 1983          | 68     | Gamba Osaka         |
| 16  | Défenseur | Yuzo Kurihara     | 18 septembre 1983        | 16     | Yokohama F·Marinos  |
| 17  | Milieu    | Makoto Hasebe     | 18 janvier 1984          | 68     | VfL Wolfsbourg      |
| 18  | Attaquant | Ryōichi Maeda     | 9 octobre 1981           | 30     | Júbilo Iwata        |
| 19  | Attaquant | Takashi Inui      | 2 juin 1988              | 10     | Eintracht Francfort |
| 20  | Milieu    | Hideto Takahashi  | 17 octobre 1987          | 5      | FC Tokyo            |
| 21  | Défenseur | Hiroki Sakai      | 12 avril 1990            | 10     | Hanovre 96          |
| 22  | Défenseur | Maya Yoshida      | 24 août 1988             | 27     | Southampton         |
| 23  | Gardien   | Shūichi Gonda     | 3 mars 1989              | 1      | FC Tokyo            |

### Mexique
Sélectionneur : José Manuel de la Torre
| No. | Pos.      | Joueur                     | Date de naissance et âge | Sélec. | Club                  |
| --- | --------- | -------------------------- | ------------------------ | ------ | --------------------- |
| 1   | Gardien   | Guillermo Ochoa            | 13 juillet 1985          | 52     | AC Ajaccio            |
| 2   | Défenseur | Francisco Javier Rodríguez | 20 octobre 1981          | 80     | Club América          |
| 3   | Milieu    | Carlos Salcido             | 2 avril 1980             | 113    | Tigres UANL           |
| 4   | Milieu    | Diego Reyes                | 19 septembre 1992        | 5      | FC Porto              |
| 5   | Défenseur | Jesús Molina               | 29 mars 1988             | 7      | Club América          |
| 6   | Milieu    | Gerardo Torrado            | 30 avril 1979            | 139    | Cruz Azul             |
| 7   | Milieu    | Pablo Barrera              | 21 juin 1987             | 53     | Cruz Azul             |
| 8   | Attaquant | Ángel Reyna                | 19 septembre 1984        | 21     | CF Pachuca            |
| 9   | Attaquant | Aldo de Nigris             | 22 juillet 1983          | 22     | Chivas de Guadalajara |
| 10  | Attaquant | Giovani dos Santos         | 11 mai 1989              | 62     | RCD Majorque          |
| 11  | Attaquant | Javier Aquino              | 11 février 1990          | 15     | Villarreal            |
| 12  | Gardien   | José de Jesús Corona       | 26 janvier 1981          | 23     | Cruz Azul             |
| 13  | Défenseur | Severo Meza                | 9 juillet 1986           | 12     | CF Monterrey          |
| 14  | Attaquant | Javier Hernández           | 1er juin 1988            | 47     | Manchester United     |
| 15  | Défenseur | Héctor Moreno              | 17 janvier 1988          | 41     | Espanyol Barcelone    |
| 16  | Milieu    | Héctor Herrera             | 19 avril 1990            | 6      | CF Pachuca            |
| 17  | Milieu    | Jesús Zavala               | 21 juillet 1987          | 19     | CF Monterrey          |
| 18  | Milieu    | Andrés Guardado            | 28 septembre 1986        | 91     | Valence               |
| 19  | Attaquant | Raúl Jiménez               | 5 mai 1991               | 5      | Club América          |
| 20  | Défenseur | Jorge Torres Nilo          | 16 janvier 1988          | 32     | Tigres UANL           |
| 21  | Défenseur | Hiram Mier                 | 25 août 1989             | 5      | CF Monterrey          |
| 22  | Défenseur | Gerardo Flores             | 5 février 1986           | 5      | Cruz Azul             |
| 23  | Gardien   | Alfredo Talavera           | 18 septembre 1982        | 11     | Deportivo Toluca      |

### Nigeria
Sélectionneur : Stephen Keshi
| No. | Pos.      | Joueur                 | Date de naissance et âge | Sélec. | Club                 |
| --- | --------- | ---------------------- | ------------------------ | ------ | -------------------- |
| 1   | Gardien   | Vincent Enyeama        | 29 août 1982             | 78     | Maccabi Tel-Aviv     |
| 2   | Défenseur | Godfrey Oboabona       | 16 août 1990             | 19     | Sunshine Stars       |
| 3   | Défenseur | Uwa Elderson Echiéjilé | 20 janvier 1988          | 27     | SC Braga             |
| 4   | Milieu    | John Ugochukwu Ogu     | 20 avril 1988            | 2      | Académica de Coimbra |
| 5   | Défenseur | Efe Ambrose            | 18 octobre 1988          | 22     | Celtic Glasgow       |
| 6   | Défenseur | Azubuike Egwuekwe      | 28 novembre 1988         | 12     | Warri Wolves         |
| 7   | Attaquant | Ahmed Musa             | 14 octobre 1992          | 26     | CSKA Moscou          |
| 8   | Attaquant | Brown Ideye            | 10 octobre 1988          | 14     | Dynamo Kiev          |
| 9   | Attaquant | Joseph Akpala          | 24 août 1986             | 5      | Werder Brême         |
| 10  | Milieu    | John Obi Mikel         | 22 avril 1987            | 46     | Chelsea              |
| 11  | Attaquant | Mohammed Gambo         | 10 mars 1988             | 0      | Kano Pillars         |
| 12  | Défenseur | Solomon Kwambe         | 30 septembre 1993        | 3      | Sunshine Stars       |
| 13  | Milieu    | Fegor Ogude            | 29 juillet 1987          | 11     | Vålerenga Fotball    |
| 14  | Attaquant | Anthony Ujah           | 14 octobre 1990          | 1      | FC Cologne           |
| 15  | Milieu    | Michel Babatunde       | 24 décembre 1992         | 1      | Kryvbass Kryvyï Rih  |
| 16  | Gardien   | Austin Ejide           | 8 avril 1984             | 24     | Hapoël Beer-Sheva    |
| 17  | Défenseur | Ogenyi Onazi           | 25 décembre 1992         | 9      | Lazio de Rome        |
| 18  | Milieu    | Emeka Eze              | 22 décembre 1992         | 1      | Enugu Rangers        |
| 19  | Milieu    | Sunday Mba             | 28 novembre 1988         | 11     | Enugu Rangers        |
| 20  | Attaquant | Nnamdi Oduamadi        | 17 octobre 1990          | 3      | AS Varèse            |
| 21  | Défenseur | Francis Benjamin       | 20 juin 1993             | 1      | Heartland            |
| 22  | Défenseur | Kenneth Omeruo         | 17 octobre 1993          | 8      | ADO La Haye          |
| 23  | Gardien   | Chigozie Agbim         | 28 novembre 1984         | 5      | Enugu Rangers        |

### Tahiti
Sélectionneur : Eddy Etaeta
| No. | Pos.      | Joueur              | Date de naissance et âge | Sélec. | Club             |
| --- | --------- | ------------------- | ------------------------ | ------ | ---------------- |
| 1   | Gardien   | Mikaël Roche        | 24 décembre 1982         | 6      | AS Dragon        |
| 2   | Milieu    | Alvin Tehau         | 10 avril 1989            | 16     | AS Tefana        |
| 3   | Attaquant | Marama Vahirua      | 12 mai 1980              | 0      | Panthrakikos     |
| 4   | Défenseur | Teheivarii Ludivion | 1er juillet 1989         | 15     | AS Tefana        |
| 5   | Défenseur | Tamatoa Wagemann    | 18 mars 1980             | 6      | AS Dragon        |
| 6   | Milieu    | Henri Caroine       | 7 septembre 1981         | 6      | AS Dragon        |
| 7   | Milieu    | Heimano Bourebare   | 15 mai 1989              | 12     | AS Tefana        |
| 8   | Défenseur | Stéphane Faatiarau  | 13 mars 1990             | 11     | AS Tefana        |
| 9   | Attaquant | Teaonui Tehau       | 1er septembre 1992       | 16     | AS Dragon        |
| 10  | Défenseur | Nicolas Vallar      | 22 octobre 1983          | 12     | AS Dragon        |
| 11  | Attaquant | Stanley Atani       | 27 janvier 1990          | 15     | AS Tefana        |
| 12  | Défenseur | Edson Lemaire       | 31 octobre 1990          | 3      | AS Dragon        |
| 13  | Attaquant | Steevy Chong Hue    | 26 janvier 1990          | 22     | AS Dragon        |
| 14  | Milieu    | Rainui Aroita       | 25 janvier 1994          | 1      | AS Tamarii Faa'a |
| 15  | Milieu    | Lorenzo Tehau       | 10 avril 1989            | 18     | AS Tefana        |
| 16  | Attaquant | Ricky Aitamai       | 22 décembre 1991         | 1      | AS Vénus         |
| 17  | Milieu    | Jonathan Tehau      | 9 janvier 1988           | 22     | AS Tamarii Faa'a |
| 18  | Milieu    | Yohann Tihoni       | 20 juillet 1994          | 1      | AS Roniu         |
| 19  | Défenseur | Vincent Simon       | 28 septembre 1983        | 21     | AS Dragon        |
| 20  | Défenseur | Yannick Vero        | 28 février 1990          | 5      | AS Dragon        |
| 21  | Attaquant | Samuel Hnanyine     | 1er mars 1984            | 1      | AS Dragon        |
| 22  | Gardien   | Gilbert Meriel      | 11 novembre 1986         | 3      | AS Tefana        |
| 23  | Gardien   | Xavier Samin        | 1er janvier 1978         | 28     | AS Dragon        |

### Uruguay
Sélectionneur : Óscar Tabárez
| No. | Pos.      | Joueur              | Date de naissance et âge | Sélec. | Club                |
| --- | --------- | ------------------- | ------------------------ | ------ | ------------------- |
| 1   | Gardien   | Fernando Muslera    | 16 juin 1986             | 44     | Galatasaray         |
| 2   | Défenseur | Diego Lugano        | 2 novembre 1980          | 79     | Málaga              |
| 3   | Défenseur | Diego Godín         | 16 février 1986          | 64     | Atlético Madrid     |
| 4   | Défenseur | Sebastián Coates    | 7 octobre 1990           | 9      | Liverpool           |
| 5   | Milieu    | Walter Gargano      | 27 juillet 1984          | 50     | Inter de Milan      |
| 6   | Milieu    | Álvaro Pereira      | 28 novembre 1985         | 47     | Inter de Milan      |
| 7   | Défenseur | Cristian Rodríguez  | 30 septembre 1985        | 57     | Atlético Madrid     |
| 8   | Milieu    | Sebastián Eguren    | 8 janvier 1981           | 50     | Club Libertad       |
| 9   | Attaquant | Luis Alberto Suárez | 24 janvier 1987          | 63     | Liverpool           |
| 10  | Attaquant | Diego Forlán        | 19 mai 1979              | 96     | Internacional       |
| 11  | Attaquant | Abel Hernández      | 8 août 1990              | 8      | US Palerme          |
| 12  | Gardien   | Castillo            | 17 avril 1978            | 13     | Danubio             |
| 13  | Défenseur | Matías Aguirregaray | 1er avril 1989           | 3      | Peñarol Montevideo  |
| 14  | Milieu    | Nicolás Lodeiro     | 21 mars 1989             | 17     | Botafogo            |
| 15  | Milieu    | Diego Pérez         | 18 mai 1980              | 82     | Bologne             |
| 16  | Défenseur | Maxi Pereira        | 8 juin 1984              | 74     | Benfica Lisbonne    |
| 17  | Milieu    | Egidio Arévalo      | 27 septembre 1982        | 42     | US Palerme          |
| 18  | Attaquant | Gastón Ramírez      | 2 décembre 1990          | 16     | Southampton         |
| 19  | Défenseur | Andrés Scotti       | 14 décembre 1975         | 37     | Nacional Montevideo |
| 20  | Milieu    | Álvaro González     | 29 octobre 1984          | 33     | Lazio de Rome       |
| 21  | Attaquant | Edinson Cavani      | 14 février 1987          | 48     | SSC Naples          |
| 22  | Défenseur | Martín Cáceres      | 7 avril 1987             | 45     | Juventus            |
| 23  | Gardien   | Martín Silva        | 25 mars 1983             | 1      | Club Olimpia        |